# Wendy Peak
Wendy Peak är en bergstopp i Antarktis. Den ligger i Västantarktis. Argentina, Chile och Storbritannien gör anspråk på området. Toppen på Wendy Peak är 161 meter över havet. Wendy Peak ingår i Princess Royal Range.
Terrängen runt Wendy Peak är kuperad åt nordväst, men åt sydost är den platt. Havet är nära Wendy Peak åt sydost. Trakten är glest befolkad. Närmaste befolkade plats är Rothera Research Station, 13,7 kilometer söder om Wendy Peak. 